# Emilio De Bono
Emilio De Bono (Cassano d'Adda, 19 de março de 1866-Verona, 11 de janeiro de 1944) foi um militar e político fascista italiano. Foi diretor de Segurança Pública.

## Biografia
De Bono nasceu em Cassano d'Adda. Entrou no Exército em 1884 como subtenente e chegou ao Estado Maior no início da Guerra ítalo-turca de 1911. De Bono lutou na Primeira Guerra Mundial, e se distinguiu contra os austríacos em Gorizia em 1916 e em Monte Grappa em outubro de 1918. Em 1920, foi promovido à patente de Comandante.

## Ajuda ao fascismo
No início dos anos 20, De Bono ajudou a organizar o Partido Nacional Fascista. Em 1922, como um dos quatro Quadrumviros, organizou e participou na Marcha sobre Roma, acontecimento que marcou o início do regime fascista na Itália. Depois da Marcha, De Bono serviu como Chefe de Polícia e Comandante da Milícia Fascista.
En 1924, De Bono foi julgado por seu papel na morte do político esquerdista Giacomo Matteotti, negando-se a implicar seus superiores e foi  absolvido em 1925. Nesse mesmo ano, De Bono foi nomeado Governador de Trípoli, na Líbia.
Em 1929 foi nomeado Ministro de Assuntos Coloniais. Em 1932, o rei Victor Manuel III  e De Bono visitaram a Eritreia e encontraram, segundo suas próprias palavras, uma colônia pacífica, leal e satisfeita.

## Abissínia
Em novembro de 1932, a pedido de Mussolini, De Bono escreveu um plano para uma invasão à Etiópia. O plano se resumia num tradicional método de incursão: uma força relativamente pequena se moveria gradualmente a partir do sul da Eritreia, estabeleceria bases fortes e avançaria contra alguns inimigos cada vez mais débeis e desorganizados.A Invasão prevista por De Bono seria barata, fácil, segura e lenta.
Mussolini envolveu separadamente o Exército no plano, e, nos dois anos seguintes, o  Exército desenvolveu sua própria campanha massiva na qual foram usadas cinco ou seis vezes mais tropas que o número requerido por De Bono. Em 1934, Mussolini reuniu os planos descoordenados em apenas um que enfatizava a ideia militarista de guerra total.
Em 1935, De Bono se tornou Comandante em Chefe da operação italiana contra a Etiópia durante a Segunda Guerra Ítalo-Etíope, além de Comandante das forças invasoras a partir de Eritreia, conhecida como frente norte. De Bono teve sob suas ordens diretas nove divisões de três corpos do Exército: o I Corpo Italiano, o II Corpo Italiano e o Corpo de Eritreia.
Em 3 de outubro, as forças sob  o mando de De Bono cruzaram a Etiópia a partir de Eritreia. Em 6 de outubro, suas forças tomaram Adua, vencendo oficialmente a Batalha de Adua. Pouco depois, De Bono entrou na cidade histórica de Axum, montando um cavalo branco.
Em 8 de novembro, o I Corpo e o Corpo de Eritreia capturam Mek'ele. Este foi o limite dos avanços italianos sob o mando de De Bono. O incremento da pressão internacional sob Mussolini levou à necessidade de vitórias rápidas e brilhantes, sem lugar para obstáculos ou retrocessos.
Em 16 de novembro, De Bono foi promovido a Marechal da Itália, porém Mussolini, cada vez mais impaciente pelos lentos progressos da invasão, o demitiu de seu cargo em 17 de dezembro mediante Telegrama de Estado 13181, no  qual constava que, com a captura de Mek'ele cinco semanas antes, havia cumprido sua missão. Pietro Badoglio ocupou seu lugar, e De Bono foi nomeado Inspetor das Tropas de Ultramar.

## Segunda Guerra Mundial

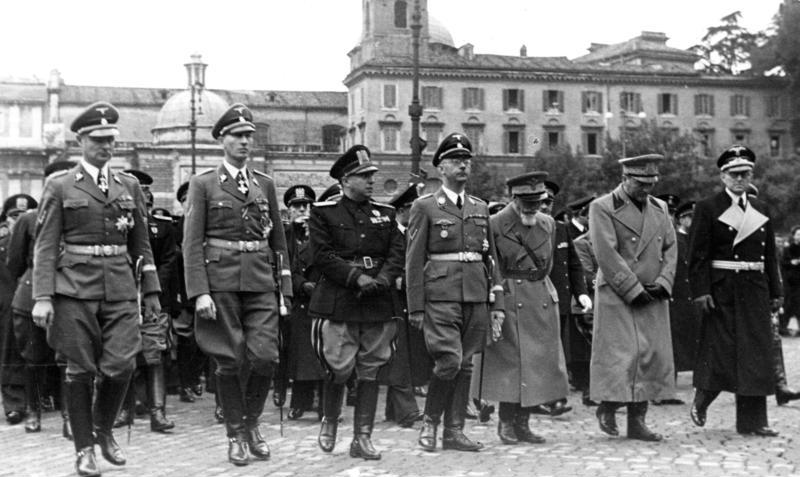
Foto de De Bono tirada em Roma em 21 de novembro de 1940. Está entre Heinrich Himmler e Rodolfo Graziani, e é facilmente identificável por sua barba.

Em 1940, De Bono dirigiu uma divisão de defesa estacionada na Sicilia. Opôs-se à entrada da Itália na Segunda Guerra Mundial. Em 1942, foi nomeado Ministro de Estado.
Entre 24 e 25 de julho de 1943, De Bono foi um dos membros do Grande Conselho Fascista destituiu a Benito Mussolini quando Dino Grandi, em colaboração com Pietro Badoglio e Victor Manuel III, propôs moção pública perante o Conselho. Isto levou à queda e encarceramento do ditador.
Nesse mesmo ano, Mussolini foi resgatado da prisão de Gran Sasso e reabilitado no poder pela Alemanha nazista como Duce da Nação da nova República Social Italiana ou RSI. Uma vez de novo no poder, Mussolini prendeu a todos os que haviam votado contra e fez com que Alessandro Pavolini os julgasse por traição em Verona, em episódio conhecido como o Processo de Verona. De Bono foi condenado em um tribunal cujo resultado era conhecido desde o começo.
Em 11 de janeiro de 1944, De Bono foi fuzilado, aos 77 anos, em Verona, junto a Galeazzo Ciano, Luciano Gottardi, Giovanni Marinelli e Carlo Pareschi. Ciano era o Ministro de Assuntos Exteriores de Mussolini. Gottardi era o ex-presidente da Confederação Fascista de Trabalhadores Industriais. Marinelli havia sido chefe da milícia fascista, e Pareschi Ministro de Agricultura. O único acusado nos processos que escapou da pena capital foi Tullio Cianetti, o Ministro de Sociedades, que foi condenado a trinta anos de prisão pelos tribunais da RSI.